# St Devereux
St Devereux egy kis falu Angliában, Herefordshire grófságban, Hereford városától délre.

## Látnivalók
A kis falu legjelentősebb látnivalója a Szent Dubriciusnak (vagy Dyfrig) szentelt templom, aki 450 körül ezen a vidéken született, a legendák szerint a madleyi parókia területén. Nevéhez két kolostor alapítása kötődik: Llanfrother Farm és Moccas. A későbbiekben püspöki rangra emelkedett majd Wales érseke lett. Az Artúr-mondakör is említést tesz róla. Bardsey mellett halt meg, ereklyéit a llandaffi katedrálisban őrzik.
A templom a 13. században épült, de egyes részei valószínűleg már korábban is álltak. A szentély és a harangtorony a 14. században épült. Legérdekesebb látnivalói a 17. századi padló valamint egy 1576-ból származó serleg.

## Közlekedés
A falu megközelíthető úton valamint vasúton (Walesi határvidék vasútvonal).